# Le Loup en slip
Le Loup en slip est une série de bande dessinée jeunesse française scénarisée par Wilfrid Lupano et dessinée par Mayana Itoïz, avec la participation de Paul Cauuet, publiée par Dargaud depuis 2016.
La série est en cours en 2023, et huit albums ont été publiés.
La série est dérivée d'une autre série de Lupano et Cauuet, Les Vieux Fourneaux, dans laquelle l'héroïne Sophie est marionnettiste du théâtre « Le loup en slip », créé par sa grand-mère Lucette.

## Genèse de l'œuvre
Le personnage du Loup en slip apparaît dans la bande dessinée Les Vieux Fourneaux avant d'être le héros de plusieurs albums jeunesse publiés à partir de 2016. Mayana Itoïz explique avoir inventé ce personnage comique pour rassurer son propre enfant, qui avait peur du loup. Lupano et Cauuet, en clin d'œil, glissent dans la série des Vieux fourneaux des allusions au « théâtre du loup en slip » animé par le personnage de Sophie. La série sur le Loup en slip est publiée comme œuvre dérivée des Vieux fourneaux. Les albums tiennent à la fois de la bande dessinée et du livre illustré. Les albums ont vocation à aborder, sous un angle ludique, certains sujets de société (l'exploitation économique des peurs, la solidarité face aux personnes sans-abri, la différence et le handicap...), sans rôles de « gentils » ni de « méchants ».

## Albums
- 1 Le Loup en slip, Dargaud, 2016
Scénario : Wilfrid Lupano - Dessin : Mayana Itoïz - (ISBN 978-2-50506-720-7)
- 2 Le Loup en slip se les gèle méchamment, Dargaud, 2017
Scénario : Wilfrid Lupano - Dessin : Mayana Itoïz - (ISBN 978-2-50507-040-5)
- 3 Le Loup en slip, Slip Hip Hip !, Dargaud, 2018
Scénario : Wilfrid Lupano - Dessin : Mayana Itoïz - (ISBN 978-2-50507-142-6)
- 4 Le Loup en slip n'en fiche pas une, Dargaud, 2019
Scénario : Wilfrid Lupano - Dessin : Mayana Itoïz - (ISBN 978-2-50507-532-5)
- 5 Le Loup en slip passe un froc, Dargaud, 2020
Scénario : Wilfrid Lupano - Dessin : Mayana Itoïz - (ISBN 978-2-50508-337-5)
- 6 Le Loup en slip dans cache-noisettes, Dargaud, 2021
Scénario : Wilfrid Lupano - Dessin : Mayana Itoïz - (ISBN 978-2-50508-949-0)
- 7 Le Loup en slip s'arrache, Dargaud, 2022
Scénario : Wilfrid Lupano - Dessin : Mayana Itoïz - (ISBN 978-2-50511-400-0)
- 8 Le Lou en slip et le mystère du P silencieux[3], Dargaud, 2023
Scénario : Wilfrid Lupano - Dessin : Mayana Itoïz - (ISBN 978-2-50512-479-5)
- Hors-série : Cahier d'activités et jeux idiots, scénario de Wilfrid Lupano, dessin et couleurs de Mayana Itoïz, novembre 2018 (ISBN 978-2-505-07146-4)

## Accueil critique
Les aventures du Loup en slip rencontrent un bon succès public : fin 2018, les ventes cumulées des deux premiers volumes représentent 110 000 exemplaires.